# ارکان کولچاک کوستندیل
ارکان کولچاک کوستندیل (ترکی استانبولی: Erkan Kolçak Köstendil) (زاده ۱۶ ژانویه ۱۹۸۳ در بورسا) بازیگر و کارگردان اهل ترکیه است.
پدر ارکان که در حال حاضر فوت شده است، مدتی معاون شهردار بوده است. مادر ارکان نیز در زمینه لباس زنانه فعالیت می کند.
ارکان فارغ التحصیل دبیرستان Bursa Ataturk است. او در سال های دبیرستان به بازی فوتبال روی آورد و حتی توانست در تیم بورسا اسپور بازی کند اما به خاطر علاقه ی زیاد به بازیگری، این رشته را رها کرد و به تئاتر روی آورد.
ارکان فارغ التحصیل رشته ی تئاتر از دانشکده ی هنر های زیبای دانشگاه معمار سینان است. او در حال حاضر ورزش پیلاتس و دوچرخه سواری انجام می دهد.
ارکان دو فیلمنامه نوشته است که فیلمبرداری یکی از آن ها بنام Torbacinin Esrari در آمستردام هلند و استانبول انجام شده است.
ارکان ترانه سرایی نیز انجام می دهند و یک آهنگ نیز سروده است. او در سریال اولان استانبول، آهنگی بنام Yanarim را که ترانه سرایی آن را خودش انجام داده بود، با شبنم بوزوکلو همخوانی کرد.
از فیلم‌ها یا برنامه‌های تلویزیونی که وی در آن نقش داشته‌است می‌توان به سریال گودال در نقش صالح کوچوالی (وارتلو سعادالدین) و سریال ماه‌پیکر در نقش شاهین گیرای خان اشاره کرد.